# Diecezja Parmy
Diecezja parmeńska (łac. Dioecesis Parmensis; ital. Diocesi di Parma)  – diecezja Kościoła rzymskokatolickiego we Włoszech, z siedzibą w Parmie. Została erygowana w IV w. jako sufragania metropolii mediolańskiej. 

## Historia
W połowie V w. biskupstwo parmeńskie było podporządkowane arcybiskupstwu Rawenny. Katedra parmeńska została zniszczona przez pożar 10 sierpnia 1058 r. Poza miastem na miejscu wczesnochrześcijańskiej bazyliki rozpoczęto budowę nowej katedry, którą ukończono w 1074 r. Konsekracji świątyni dokonał w 1106 r. papież Paschalis II. 3 stycznia 1117 r. kościół został zniszczony przez trzęsienie ziemi i musiano go przebudować.
W 1582 r. diecezję Parmy  jako sufraganię podporządkowano archidiecezji Bolonii, a 26 maja 1806 r. – archidiecezji Genui. 30 marca 1818 r. diecezję wyłączono z granic metropolii i podporządkowano bezpośrednio Stolicy Apostolskiej. Od 14 sierpnia 1892 r. biskupi Parmy nosili także tytuł opata klasztoru cystersów w Fontevivo. 8 grudnia 1976 r. diecezja Parmy stała się sufraganią metropolii Modena-Nonantola.
Patronem diecezji jest św. Bernard. 

## Biskupi
- Urban (378–382)
- Esuperanzio (603)
- Grazios (680)
- Aicardo (731)
- Alboino (744)
- Gerolamo (ok. 775)
- Lambert (827–835)
- Wibod (Guibod) (855–895)
- Elbung (896–916)
- Aicardo (916 (lub 920)–927 (lub 926))
- Sigefred I (927 (lub 926)–945 (lub 946))
- Aldeodato I 947–953
- Oberto (962–980)
- Sigefred II (981–1012)
- Enrico (1015–1027)
- Ugo (1027–1040/45)
- Piotr Cadalus (1046–1072)
- Everardo (1074–1085)
- Wido (1085?–1098?)
- Bernardo degli Uberti (1106–1133)
- Albert (1133–1135)
- Lanfranco (1139–?)
- Aicardo da Cornazzano (1162–1167)
- Bernardo II (1172–1194?)
- Obizzo Fieschi (1194–1224)
- Grazia (1224–1236)
- Martino da Colorno (1237–1242)
- Bernardo Vizio de’ Scotti (1242–1243)
- Alberto Sanvitale (1243–1257)
- Obizzo Sanvitale (1257–1295) (następnie arcybiskup Rawenny)
- Giovanni da Castell’Arquato (1295–1299)
- Goffredo da Vezzano (1299–1300)
- Papiniano della Rovere (1300–1316)
- Simone Saltarelli OP (1316–1323) (następnie arcybiskup Pizy)
- Ugolino Rossi (1323–1377)
- Beltrando da Borsano (1379–ok. 1380)
- Giovanni Rusconi (1383 ?–1412)
- Bernardo Pace OFM (1412–1425)
- Dalphino della Pergola (1425–1463) (następnie biskup Modeny)
- Giovanni Antonio della Torre (1473 ?–1475)
- Sagramoro Sagramori (1475–1482)
- Gian Giacomo Schiaffinato (1482–1496)
- Stefano Taverna (1482–1499)
- Giovanni Antonio Sangiorgio (1500–1509)
- Alessandro Farnese (1509–1519)
- Alessandro Farnese (młodszy) (1534–1535)
- Guido Ascanio Sforza di Santa Fiora (1535–1560)
- Alessandro Sforza di Santa Fiora (1560–1573)
- Ferdinando Farnese (1573–1606)
- Papirio Picedi (1606–1614)
- Alessandro Rossi (1614–1615)
- Pompeo Cornazzano OCist. (1615–1647)
- Gerolamo Corio (1650–1651)
- Carlo Nembrini (1651–1677)
- Tommaso Saladino (1681–1694)
- Giuseppe Olgiati (1694–1711) (następnie biskup Como)
- Camillo Marazzani (1711–1760)
- Francesco Pettorelli Lalatta (1760–1788)
- Diodato Turchi OFMCap. (1788–1803)
- Carlo Francesco Maria Caselli OSM (1804–1828)
- Remigio Crescini OSB (1828–1830)
- Vitale Loschi (1831–1841)
- Giovanni Tommaso Neuschel (1843–1852)
- Felice Cantimorri OFMCap. (1854–1870)
- Domenico Maria Villa (1872–1882)
- Giovanni Andrea Miotti (1882–1893)
- Francesco Magani (1893–1907)
- Guido Maria Conforti (1907–1931)
- Evasio Colli (1932–1971)
- Amilcare Pasini (1971–1981)
- Benito Cocchi (1982–1996)
- Silvio Cesare Bonicelli (1996–2008)
- Enrico Solmi (od 2008)